# Скрибина
Скрибина е връх и местност на разстояние един километър южно от село Сатовча в Западните Родопи край река Бистрица, и на около километър от местността Кара кая (Черната скала).
Известна е с древното светилище със същото име. В този район на Родопите могат да се видят множество скални арки (наричани от местното население „мушилки“, „промушилки“), но тази от местността Скрибина е най-известната от всички, благодарение на това, че на място се изпълнява „жив“ древен ритуал за здраве и изцеление.

## Описание и особености
Местните жители на общ. Сатовча наричат древното светилище „Камъка“. Арката на светилището е пробита високо в естествената скала. Разположена е в дъбова горичка, цялата осеяна с изоставени дрехи на болни хора. До нея се достига по дървена стълба, окичена с червени конци – мерки на ръста на болните. В обреда е включен и огънят – чрез опалване на болния в кръг при позицията – „горе“. Извършва се след провирането му през скалния отвор. Следва изоставянето на старата болна същност чрез събличането на старите дрехи тук и плащане за полученото здраве. Последното става чрез поставянето на дребни монети върху скалната площадка след арката.
Забележително е вярването, че женските и психическите болести тук се лекуват не от камъка, а от голямата черна змия – стопанин на святото място, която вика по обредно-магически път посветена в лечебните практики жената лечителка.
Aрхеологическите материали открити тук не са така многобройни като откритите при светилището при Попово Градище (Поп Минчин камък) край село Долно Дряново. Има няколко кръгли вкопавания в съседство и малко количество фрагментирана антична керамика. Последното може да се отдаде на липсата на иманярска инвазия тук и на значителната ерозия поради стръмния склон. Арката е пробита високо в естествената скала, разположена в дъбова горичка, цялата осеяна с изоставени дрехи на болни хора. (Аналогични на тези, образно казано „живи“ тракийски светилища е скалното светилище Цареви порти, край село Ковачевица. Скалната арка и там е изсечена високо в естествената скала, като отново от юг, като в Скрибина, се наблюдава голяма и хорстово разположена площадка, с множество следи от култови действия – фрагментирана керамика, най-ранната датираща от старожелязната епоха, а най-късната – от втората половина на I хил. пр. Хр.)
Според поверието, пазител на това светилище е змия, която може да приема образа практически на всякакво друго животно, дори на човек. Местните жители вярват, че тази скала има лечебни свойства и може да лекува всякакви болести. Забележително е вярването, че женските и психическите болести тук се лекуват не от камъка, а от голямата черна змия – стопанин на святото място, която вика по обредно-магически път, посветена в лечебните практики жената-лечителка.
Обредните лечебни практики на Скрибина се извършват от българо-мохамеданите (т.нар. помаци). Напълно аналогичен обред, макар и не така добре съхранен, се е поддържа и в наши дни при мегалитното светилище „Свети Гергьова скала“ от християните край село Бачево. Всичко това, заедно с недвусмислените археологически материали сочи генеалогията на откритите обреди в предмюсюлманската и предхристиянската епоха и ги свързва с тракийската древност. Според проф. Марков в семантичен и функционален аспект те могат да се изведат от обреда на обезсмъртяването в Древна Тракия.
През 2012 г. мегалитната арка при Скрибина е изследвана от доц. Алексей Стоев, Пенка Мъглова, Боян Бенев („Институт за космически изследвания и технологии“ при БАН) и анализът на резултатите от прецизните магнитометрични измервания на повърхността и в обема на обекта показва аномални зони с вертикален и хоризонтален градиент на магнитната индукция, стабилен във времетио и пространството.
Зоната на максимален градиент на локалното магнитно поле е в обема на главния отвор на трилита (скалната арка).

### Легенди и предания
Според легендата светилището се пази от огромна черна змия. Местните жители наричат пазителя/стопанина на светилището „Сайбия“. Влечугото е единственото животно в този регион, което периодично сменя кожата си и с това се обновява за по-хубав живот. Затова болният, който извършва култовия обред, върху новите си дрехи трябва да облече още един кат стари дрехи. За да подейства лекуването при извършването на култовата практика, скалата трябва да притисне, да „стисне“ болния, когато се промушва. Целта е той да се съедини със скалата, а преди да излезе, трябва да остави в дар дребни съвременни монети и червени конци с дължината на болния човек. След това трябва да съблече старите дрехи и да ги закачи на дърветата около светилището. Според местните жители огромната черна „змия-пазител“ периодично се показва на посетителите приемайки различна форма.
Ритуалът включва изричане на тайни думи от Лечителката, които само тя знае, след което болният минава през отвора на арката, като се смята, че колкото по-силно скалата притиска болния, толкова е по-добре за търсещия изцеление. След това болният излиза от отвора и Лечителката прави кръг с конец около крака на болния и го запалва, като бае през времето, в което извършва тези действия. Следва още едно промушване през отвора и участникът в ритуала напуска сакралната територия.
Болният трябва да донесе и остави стара връхна стара дреха и след ритуала трябва да я върже за някое от дърветата в дъбовата горичка, намираща се непосредствено до светилището. Желателно е да се оставят монети и предмети на специално отредено за това място. Оставените дрехи и предмети не трябва да се пипат, защото се смята, че който наруши тази сакралност взима болестта на този, който я е оставил. Ритуалът трябва да бъде повторен три пъти, за да има ефект.
Според запазената древна традиция, лечителската дарба се предава по кръвна линия, защото нейната майка е лекувала на мястото преди да почине.

### Изцелените
Свидетелствата за изцеление от усложнения след тежки катастрофи, повтарящи се кошмари, травми, засягащи двигателния апарат, са десетки.

### Сакралност и Вяра
В книгата си „Сакралното пространство в Древна Тракия“, проф. Васил Марков анализира символиката на промушването като го сравнява с орфическите ритуални практики, според които то има характер на прераждане. Оставянето на старите дрехи е символично отпадане, умиране на старата несъвършена идентичност и раждането на нова.
Интересно е вярването от с. Крибул, че местността Скрибина си има стопанин, т.е. тя си има пазител – огромна черна змия, която периодично се показва на хората. Позовавайки се на проф. Александър Фол, проф. Марков казва за това вярване, че то не само има сигурен античен произход, но и ни отвежда като архетип към змейската природа на Дионис – Загрей.
В полза на това твърдение могат да се изведат още няколко доказателства, свързани с ритуалната практика в м. Скрибина.
Проф. Фол твърди, че това божество е първообраз на гръмовержеца Зевс от класическа Гърция, където старата форма на критския Зевс е Зан, а това критско божество е най-напред елинизирано като Загрей. Прозвището Дионис то получава заради характера на своят смърт. Загрей също е разкъсан в образа на бик, а след него Деметра, изяла сърцето, му ражда Дионис. Учудващо, но проучванията откриват паралел с едно древно критско божество. В пряка връзка с природния код на скалната арка е фактът, че в класическата гръцка митология Зевс прекарва първите си години в пещера в планината Ида на остров Крит. Излизането му от пещерата и победата му над Кронос има характер на вторично раждане и на хероизиране.

### Научни изследвания
Между 2001 и 2007 г. ЮЗУ „Неофит Рилски“ – Благоевград, НАИМ при БАН – София и Регионален етнографски музей – Пловдив организират и реализират комплексна научна експедиция „Тракийски светилища от Западните Родопи, Пирин и Рила“. В нея участват преподаватели, докторанти и студенти от Студентския научноизследователски клуб за древни култури при специалност „Културология“ в Югозападния университет – Благоевград, както и студенти от НБУ – София.
В последния етап в проучванията се включват и археоастрономите доц. д-р Алексей Стоев от „Държавна обсерватория Юрий Гагарин“ – Стара Загора и д-р Пенка Мъглова от „Институт за изследване на Слънцето и Земята“ при БАН.
По време на експедицията работят едновременно три изследователски екипа на терен – два археологически и един етноложки. Екипът от етнолози събира изключително ценна информация сред местното население за свети места, свързани с мегалити, почитани и до днес под една или друга форма. Научната експедиция подхожда комплексно към паметниците, още в хода на самото им регистриране.
Теренните обхождания започват още през 2001 и 2002 г. в Западните Родопи. Екипът започва работа основно в района на селата Ковачевица, Долен, Долно Дряново, Сатовча и Крибул.
През октомври месец 2012 г. в ЮЗУ „Неофит Рилски“, Благоевград се провежда международен симпозиум „Древни култури в Югоизточна Европа и Източното Средиземноморие“, в който вземат участие 56 учени от три континента – Европа, Азия и Северна Америка. Сред участниците са изтъкнати български учени в областта на историята, археологията, етнографията и културологията, както и известни учени от България, Германия, Русия, Полша, Чехия, Унгария, Армения, Индия, Азербайджан, Гърция, Турция и Македония.
Симпозиумът е провокиран от изключителните открития на българските учени, които са открили и картотекирали мегалитни находки от световно значение в югозападна България. Конференцията работи в четири секции – Археология, История на културата – древни култури, Геоархеология и археоминералогия и Етнология и е посветена на 12-годишнината от началото на мащабна експедиция на търсене и регистрирани на мегалитни светилища в Югозападна България – най-вече скални жертвеници, които са от огромно значение за българската наука и култура и туризъм.
Сред най-интересните находки са отбелязани мегалитните светилища Митровица на река Места, над село Места; Кара Кая; Цареви порти; Градището при село Долно Дряново; Скрибина; Ляски връх при село Мусомища и село Старо Ляски, където са съхранени древни култово-обредни практики, а в близост до град Благоевград, под Цари връх е открито едно от най-големите мегалитни светилища на територията на България.
На форума проф. Васил Марков докладва и за светилищата, в които продължават да се извършват макар и в християнизиран вид култово-обредни практики, които произхождат от тракийската древност и се провеждат и продължават да се провеждат вътре в старата, древна, тракийска сакрална територия на мегалитните светилища, които са уникални открития. Те допринасят много за реконструкцията на религиозните ритуали от късната Античност, на тракийския бит и обичаи.

### Опазване и консервация
Община Сатовча е изпратила предложение Светилището да бъде включено в националната инициатива „100-те природни феномена на България“. Предвижда се кандидатстване по европейски проекти за облагородяването на района и за превръщането на Светилището в туристически обект. Мястото се посещава от туристи от цяла България, които трябва да извървят 6 km до мястото, където се намира мегалитната арка.

### Фотогалерия
- Скалната арка
- Дървената стълба към „промушилото“
- Елемент от скалната маса при арката
- Една от арките
- Елемент от арката
- Арката
- Лечителката баба Юлия Земеделска
- Към стълбата за изкачване
- Зооморфни скали при м. Кара кая
- Скални вкопавания и издълбавания от м. Кара кая
- Елементи от арката
- Елементи от арката
- Елементи от светилището при Скрибина (арка и скални вкопавания)
- Елементи от светилището при Скрибина (зооморфни скали и вкопавания)